# Cytisophyllum sessilifolium
Il citiso a foglie sessili (Cytisophyllum sessilifolium (L.) O. Lang) è una pianta appartenente alla famiglia delle Fabacee. È l'unica specie nota del genere Cytisophyllum.

## Descrizione
Le foglie di questa specie sono dette sessili perché sono impiantate direttamente sul fusto, essendo sprovviste di picciolo.  Sono glabre, suddivise in tre foglioline.

## Distribuzione e habitat
È presente in Spagna, Francia e Italia.